# Hospital Regional de Balsas
O Hospital Regional de Balsas é um hospital público estadual, localizado na cidade de Balsas, no Maranhão, atendendo casos de alta e média complexidade

## Histórico
Foi inaugurado em 2017, atendendo cerca de 14 municípios, da região sul do estado, com uma população estimada em 246 mil pessoas. Buscou atender a uma antiga demanda de descentralização da saúde, para diminuir o deslocamento de pacientes do interior para a capital do estado.

## Estrutura
O Hospital Regional de Balsas é referência da região no atendimento de procedimentos de média e alta complexidade, gestação de alto risco e risco habitual, pediatria e cirurgia geral. Entre as especialidade atendidas estão: clínica geral, cirurgia geral, pediatria, cardiologia, ginecologia, mastologia, nefrologia e gastroenterologia. 
Conta com 50 leitos, 10 leitos de UTI adulto e 12 leitos de UTI neonatal.